# Cutting Crew
Cutting Crew er et engelsk band, som blev dannet i 1985. De er hovedsageligt kendt for deres hit (I Just) Died In Your Arms fra 1987.

## Karriere
Forsanger Nick Van Eede dannede gruppen sammen med den canadiske guitarist Kevin Scott MacMichael i 1985. De lavede de demoer, som gav bandet deres pladekontrakt med Virgin Records. Det efterfølgende år fik bandet yderligere to medlemmer, bassisten Colin Farley og trommeslageren Martin Beedle.
Deres første album, Broadcast, blev udgivet i 1986 og blev det første amerikanske nummer ét album fra Virgin Records. Albummet indeholdt sangen (I Just) Died in Your Arms, som blev deres mest populære single. Den blev nummer et på den amerikanske hitliste og nummer fire på den engelske. 
Bandet modtog i 1987 en Grammy-nominering for "Bedste nye kunstner".
I 1989 fulgte albummet The Scattering og i 1992 Compus Mentus, sidstnævnte med Van Eede og Scott Macmichael som de eneste to tilbageværende medlemmer, suppleret med studiemusikere. Ingen af de to albums opnåede den store kommercielle succes.
Efter at bandet gik fra hinanden i 1993, gik guitaristen Kevin MacMichael sammen med Robert Plant og spillede på hans kritikerroste album Fate of Nations. MacMichael døde af lungekræft nytårsaften 2002 i sit hjem, som 51-årig.
Bandet blev gendannet i 2006 af Nick Van Eede. De har siden da udgivet albummet Grinning Souls i 2006, som de turnerede rundt med i Tyskland tidligt samme år.

## Diskografi
- Broadcast (1986)
- The Scattering (1989)
- Compus Mentus (1992)
- Grinning Souls (2006)